# Sierpówka (zwyczajna)
Sierpówka (zwyczajna), synogarlica turecka (Streptopelia decaocto) – gatunek średniej wielkości ptaka z rodziny gołębiowatych (Columbidae).

## Systematyka
Takson ten bywał łączony w jeden gatunek z cukrówką (S. roseogrisea). Za podgatunek S. decaocto uznawano występującą w Mjanmie sierpówkę szarogłową (S. xanthocycla), jednak w nowszych ujęciach systematycznych jest ona traktowana jako osobny gatunek. Podgatunek stoliczkae opisany z Turkiestanu Chińskiego nie jest uznawany.

## Występowanie
Pierwotnie zamieszkiwała południową Azję od Turcji na wschód po Koreę i na południe po Sri Lankę i Arabię. Obecnie spotkać ją można niemal w całej Europie, poza północną Skandynawią i północą europejskiej części Rosji, rozprzestrzeniła się też w północnej i zachodniej Afryce aż po Wyspy Kanaryjskie i Wyspy Zielonego Przylądka. Została introdukowana do Japonii i Ameryki Północnej. Jest gatunkiem osiadłym.

### Historia ekspansji
Zasięg ok. 1900 r.
     Do 1928 r.
     Do 1938 r.
     Do 1946 r.
     Do 1949 r.
     Do 1957 r.
     Do 1963 r.
     Do 1973 r.
     Do 1990 r.
     Do 2005 r.

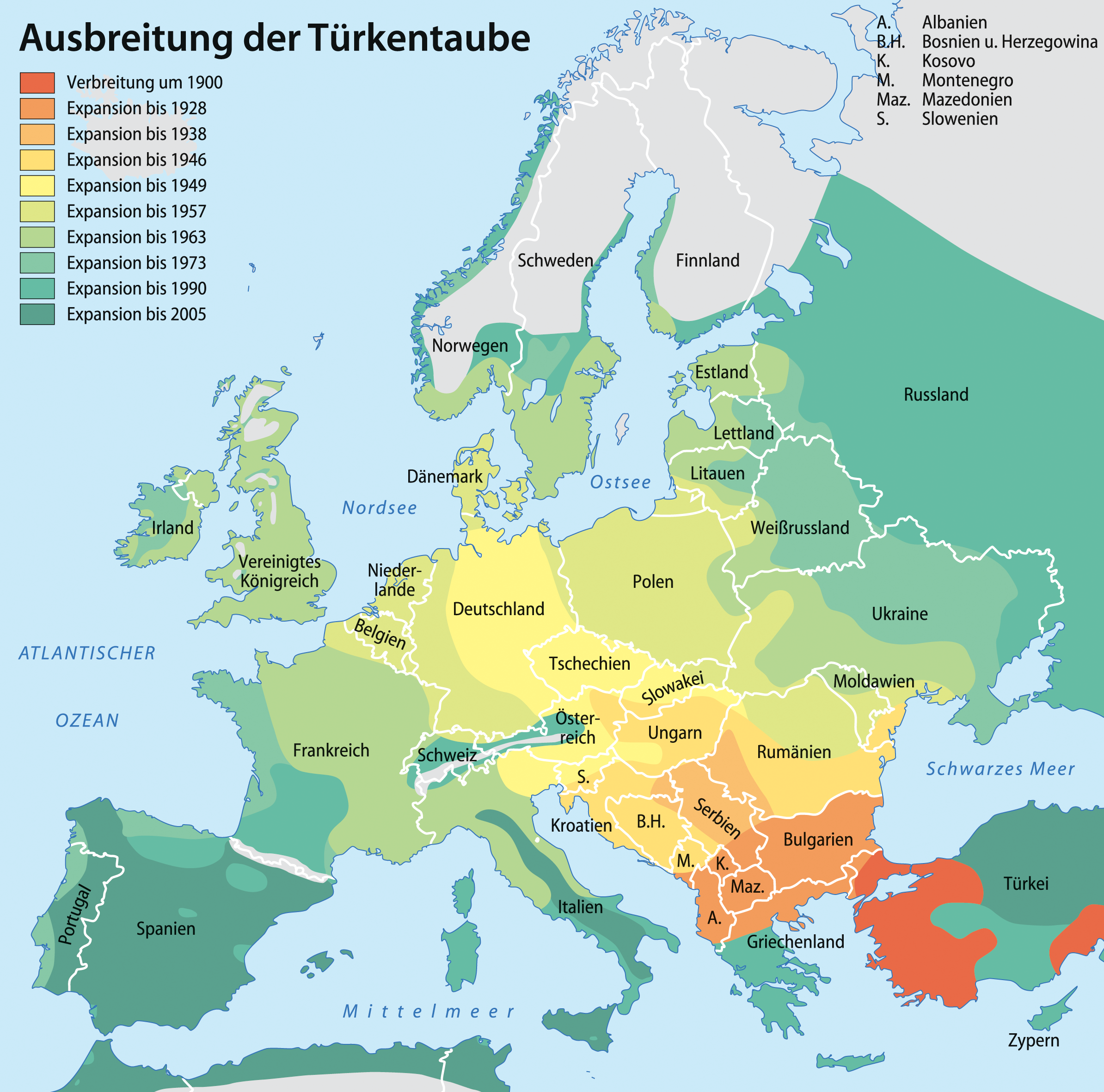
Ekspansja sierpówki w Europie:
Zasięg ok. 1900 r.
Do 1928 r.
Do 1938 r.
Do 1946 r.
Do 1949 r.
Do 1957 r.
Do 1963 r.
Do 1973 r.
Do 1990 r.
Do 2005 r.

Ekspansja sierpówki dokonała się w bardzo krótkim czasie. Prawdopodobnie do południowo-wschodniej części Starego Kontynentu sierpówkę sprowadzili osmańscy zdobywcy. W Europie stwierdzona była po raz pierwszy w 1835 w Płowdiwie w Bułgarii. Do lat 30. XX wieku występowała jeszcze tylko na Półwyspie Bałkańskim po Belgrad, gdzie z czasem jej populacje uległy zagęszczeniu. W następnych latach zaobserwowano żywiołowe rozprzestrzenianie się synogarlicy tureckiej w kierunku północno-zachodnim. Na początku lat 40. występowała już w Wiedniu. W maju 1940 zaobserwowano ją na Dolnym Śląsku pod Oleśnicą, na wiosnę 1942 w Tarnowie i w Krakowie. Pierwsze gnieżdżenie się na ziemiach polskich zanotowano w 1943 w Lublinie i Tarnowie. W 1946 osiągnęła Augsburg, w 1948 Lipsk, w 1950 dotarła do Holandii i na północny skraj Jutlandii. W 1951 była w Radomiu, skąd kierowała się na północ wzdłuż doliny Wisły. Kilka par w 1952 dotarło na Wyspy Brytyjskie. Widziano ją również w południowej Szwecji. W latach 50. i 60. XX w. synogarlica turecka skolonizowała całą Europę Środkową po Estonię, południową część Półwyspu Skandynawskiego. Na początku lat 70. dotarła do Irlandii. W 2005 poza zasięgiem sierpówki była tylko północna część Skandynawii i Rosji, wysokie góry oraz większość Półwyspu Iberyjskiego, gdzie występuje punktowo. W ciągu ostatnich 100 lat sierpówka rozszerzyła znacząco swój zasięg również w Turcji, pojawiła się w Iraku i Izraelu, a na przełomie XX i XXI wieku dotarła przez Hiszpanię do północnego Maroka, jednak na pozaeuropejskich terenach występuje bardziej wyspowo i nie zasiedla tak zwartych areałów.
Szybkie rozprzestrzenianie zbiegło się z coraz większą industrializacją i rozwojem gospodarki rolnej, które zapewniały im różnorodny pokarm. O sukcesie w kolonizowaniu Europy zadecydowała też mało wyspecjalizowana dieta, brak płochliwości wobec człowieka, wielokrotne lęgi w ciągu całego roku, niskie wymagania lęgowe, umiejętność dostosowania się do różnych warunków środowiska i klimatu.
W połowie lat 1970. pierwsze sierpówki zostały introdukowane na New Providence w archipelagu Bahamów, a następnie w wielu miejscach Ameryki Północnej. Od tamtej pory gołębie te rozprzestrzeniły się na Antylach, w prawie całej kontynentalnej części Stanów Zjednoczonych oprócz stanów północno-wschodnich oraz w północnym Meksyku. W małym zagęszczeniu występują także w środkowym Meksyku, a niektóre zimowały nawet w Kanadzie.
W Polsce występuje na całym obszarze i przez cały rok, nawet w trakcie dużych mrozów. Zimą gromadzi się najczęściej w kępach drzew. Tam grupy sierpówek wspólnie nocują w stadach liczących nawet kilkaset osobników, a w dzień wylatują, by szukać pokarmu w pobliżu siedzib ludzkich (podchodzą nawet do okien mieszkań).

## Charakterystyka

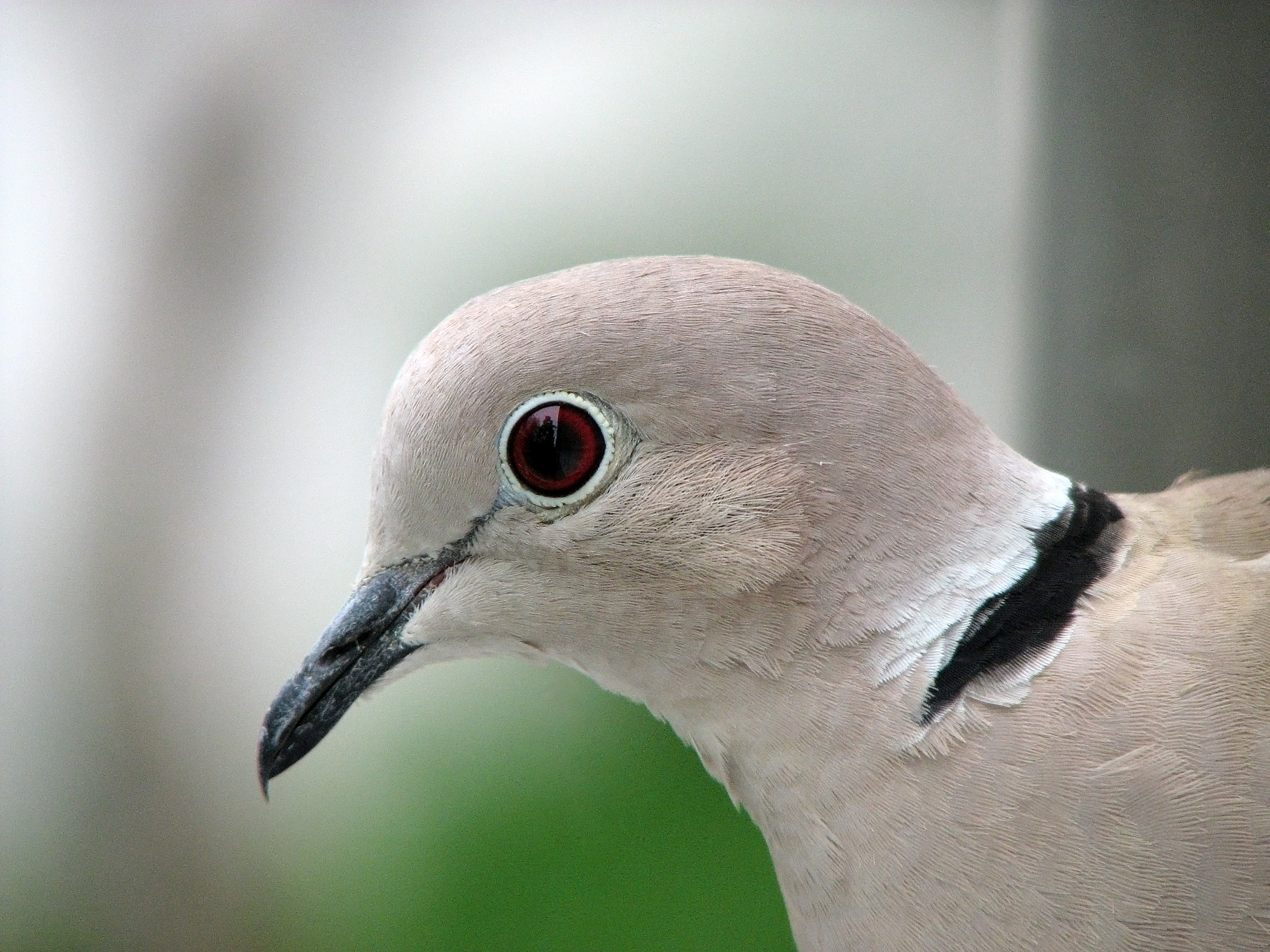
Głowa sierpówki

### Cechy gatunku
Ma dosyć smukłą sylwetkę z długim ogonem. Brak dymorfizmu płciowego w ubarwieniu i wielkości. Upierzenie szaro-kremowe, wierzch z brązowawym odcieniem, pierś i brzuch płowo-żółte z różowawym nalotem. Głowa od góry jest brązowoszara, a pozostała część szaroróżowa. Na karku czarna pół-obroża z białym obramowaniem górnej krawędzi, zwana też „sierpem” od którego wzięła się nazwa gatunkowa tego ptaka. Na spodzie ogona szeroki, biały końcowy prążek, a nad nim zajmujące połowę ogona czarne sterówki. Boki ciała niebieskoszare. Nogi czerwone, tęczówki czerwonożółte, dziób czarny, choć na końcu czerwonawo-biały. Młode ptaki nie mają pół-obroży, mają też bardziej matowe i brązowe upierzenie. To ptak nieco mniejszy od gołębia domowego. Lot nie jest charakterystyczny.

### Głos
Samce często wydają specyficzne pohukiwania „kuh-kuh-kuh”, zwłaszcza wiosną i latem.

### Wymiary średnie
Długość ciała: około 28–33 cm, rozpiętość skrzydeł: około 60 cm, masa ciała: około 150–200 g.

## Biotop

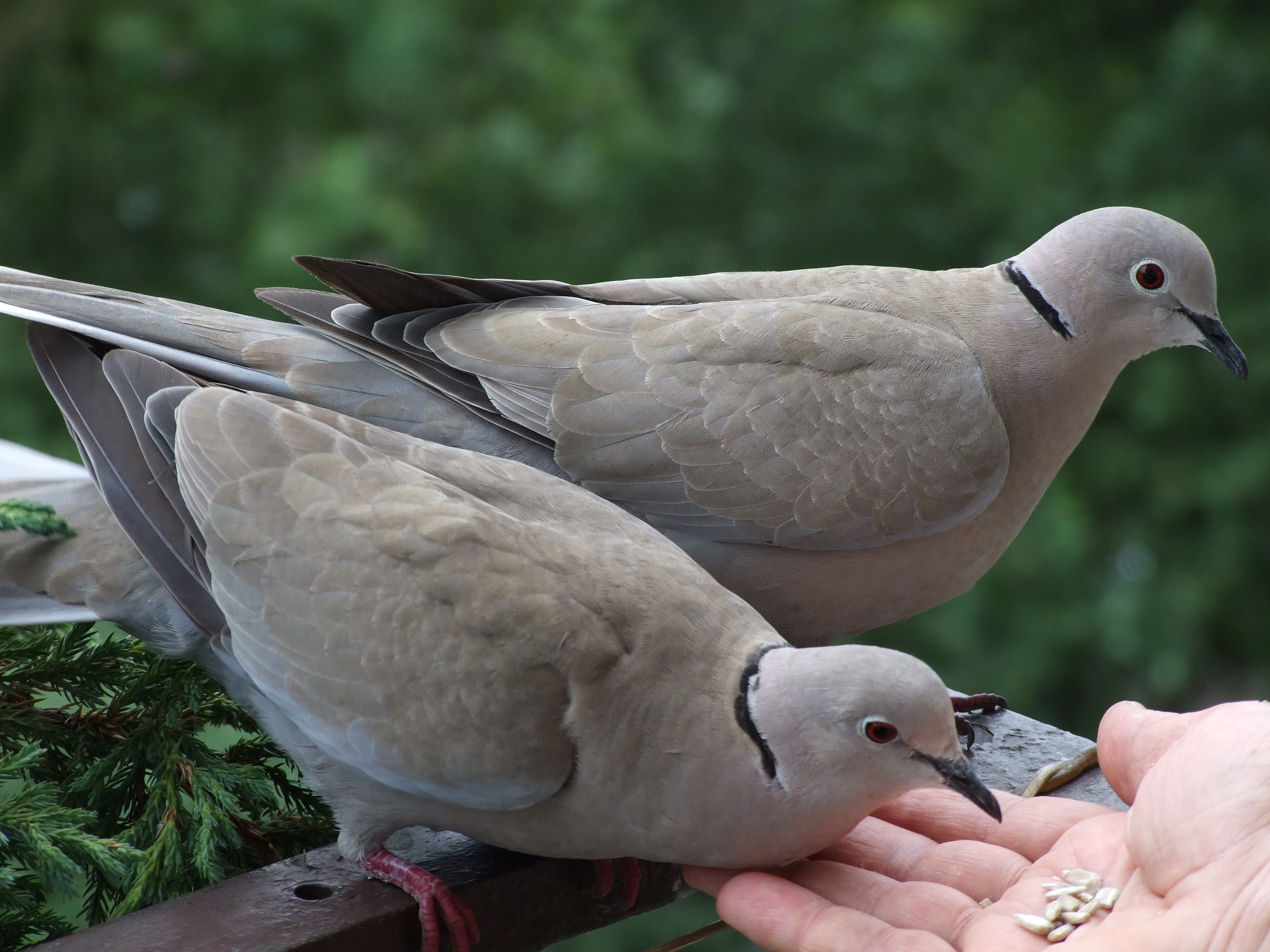
Sierpówka na terenach zurbanizowanych może bardzo oswoić się z człowiekiem (Szczecin)

W Europie to gatunek synantropijny. Bytuje najczęściej w miastach, na obszarach luźniejszej zabudowy, ale i na wsiach, szczególnie w miejscach występowania drzew iglastych, służących za miejsce nocowania. Zasiedla również parki, sady, ogrody, aleje, a w regionie saharyjskim oazy.

## Okres lęgowy

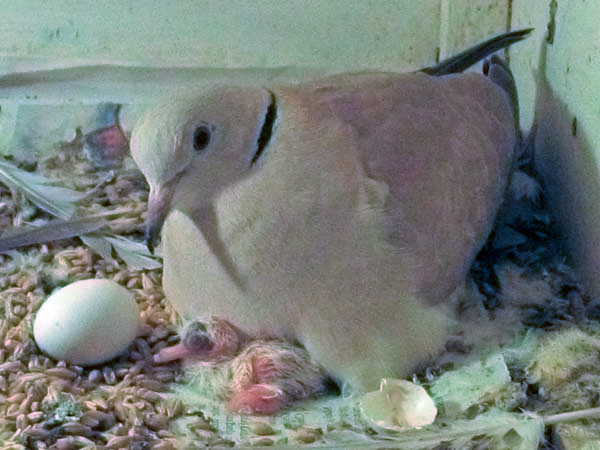
Dorosła sierpówka z potomstwem

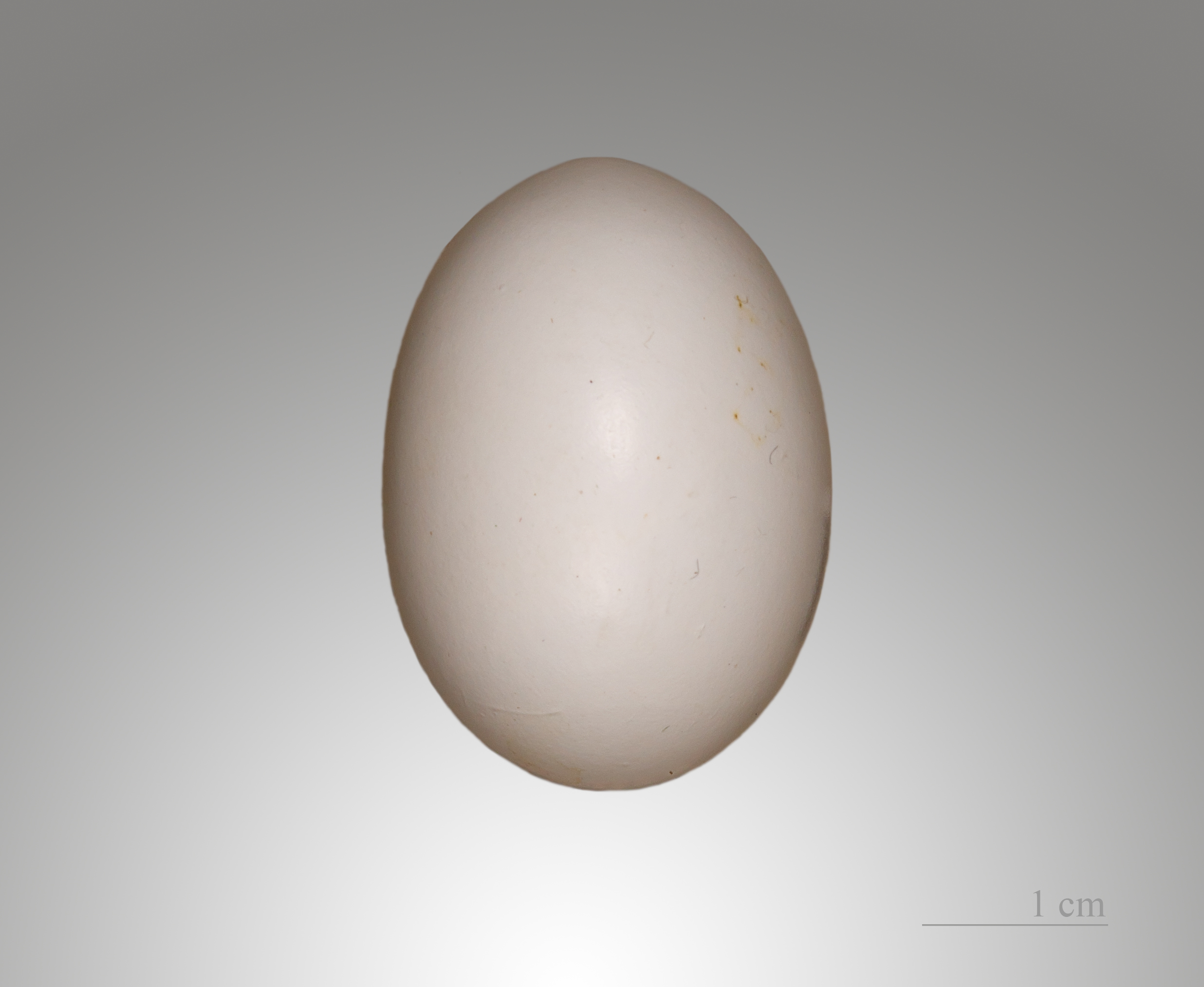
Jajo z kolekcji muzealnej

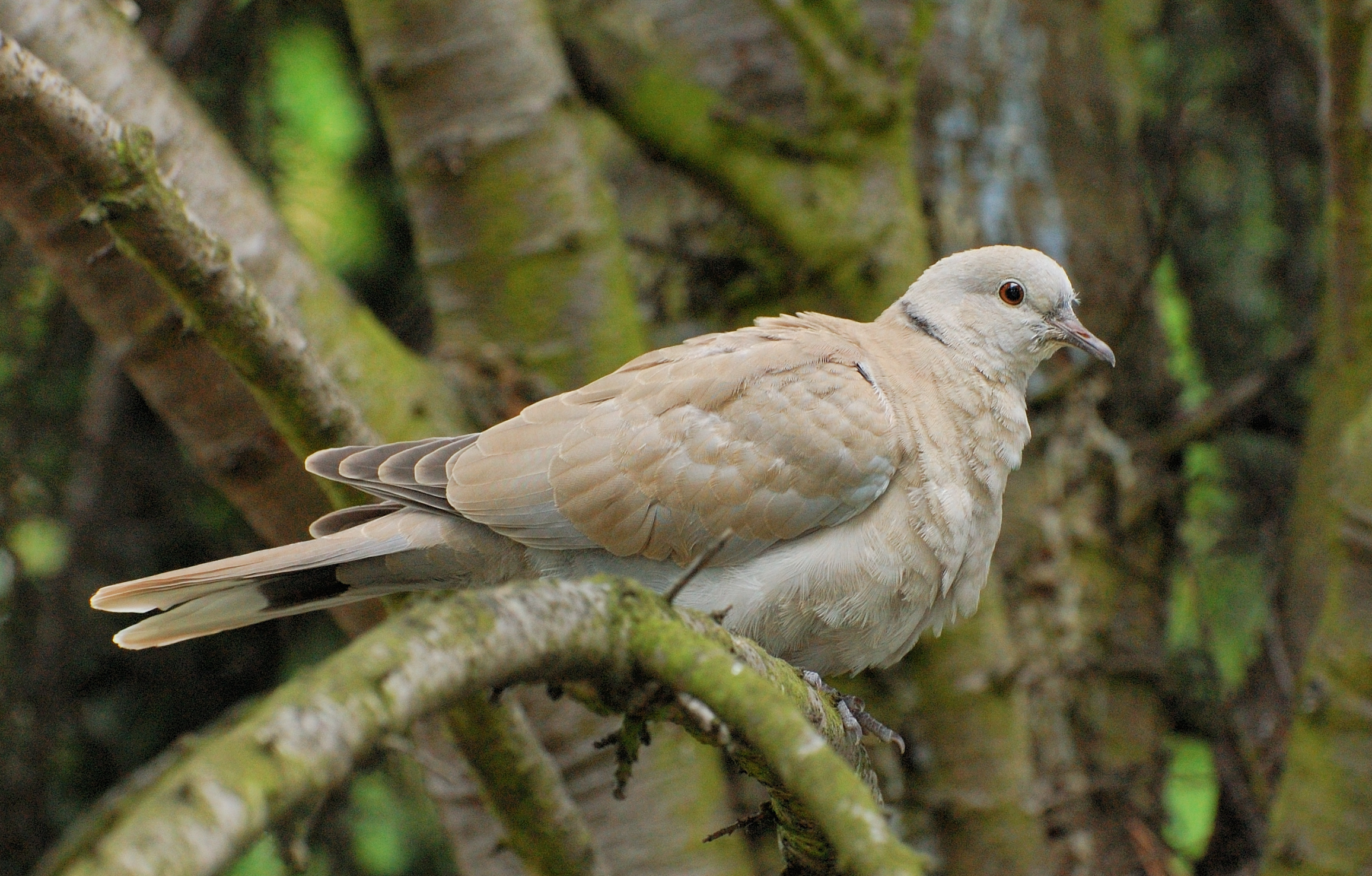
Osobnik młodociany ze słabo zaznaczonym „sierpem”

### Toki
Sierpówka zajmuje tereny lęgowe już w marcu i zaczyna je oznaczać trzysylabowym odgłosem „gu-guu-gu” z akcentem na drugą sylabę. Przy okazji wykonuje akrobatyczne loty – z wyeksponowanego w terenie miejsca wzbija się pionowo w górę, a potem wraca w miejsce startu, lecąc spiralnie na rozpostartych skrzydłach. Jak większość gołębiowatych, sierpówki łączą się w pary na całe życie.

### Gniazdo
Wczesną wiosną, gdy nie rozwinęły się jeszcze liście na drzewach, płytkie, niedbale wykonane gniazdo zakłada na drzewach iglastych, później także liściastych, w zaroślach, a czasem również na krzewach i budynkach. Gniazdo stanowi platforma z drobnych gałązek (może prześwitywać przez nie światło) umieszczona na drzewie w bezpośrednim sąsiedztwie zabudowań. Zdarzają się także lęgi nietypowe, np. na sygnalizatorze świetlnym.

### Jaja
Zazwyczaj 3 do 4 lęgów w roku (w sprzyjających warunkach nawet 6). W zniesieniu dwa śnieżnobiałe eliptyczne jaja.

### Wysiadywanie, pisklęta
Jaja wysiadywane są przez okres 14 do 15 dni przez oboje rodziców. Pisklęta opuszczają gniazdo po 20 dniach, kiedy to stają się lotne. Okryte są żółtawoszarym puchem.

## Pożywienie
Nasiona, owoce traw i roślin zielnych oraz chwastów, resztki pokarmu człowieka – jadalne odpadki i rozsypany pokarm dla zwierząt domowych (np. kur czy kaczek). Zimą najlepiej dokarmiać ją mieszaniną ziaren.

## Status i ochrona
IUCN klasyfikuje sierpówkę jako gatunek najmniejszej troski (LC, Least Concern). Liczebność światowej populacji, obliczona w oparciu o szacunki organizacji BirdLife International dla Europy z 2015, mieści się w przedziale 40–75 milionów dorosłych osobników. Globalny trend liczebności populacji uznawany jest za wzrostowy.
Na terenie Polski sierpówka jest objęta ścisłą ochroną gatunkową. Na Czerwonej liście ptaków Polski została sklasyfikowana jako gatunek najmniejszej troski (LC). W latach 2013–2018 liczebność krajowej populacji lęgowej szacowano na 1 082 000 – 1 346 000 par. W latach 2007–2018 populacja lęgowa na terenie kraju wzrosła o około 71%.